# Canal Toros
Canal Toros fue un canal temático de Televisión Española centrado exclusivamente en la tauromaquia que emitió por la plataforma Vía Digital. El canal emitía unas 4-5-6 horas diarias, prácticamente a diario durante la temporada taurina española de marzo a octubre y algunas americanas en invierno, cubriendo las principales ferias taurinas. El canal se convirtió en 1998 en el octavo temático producido por TVE para Vía Digital.
El canal estaba producido integralmente por TVE con su presentador estrella del género y director Fernando Fernández Román acompañado de otros comentaristas como Roberto Domínguez y equipos técnicos, usando en el dial de la plataforma para su emisión, el n.º del canal premium Gran Vía, es decir que se efectuaba una conexión con el Canal Toros hacia las 17:00/18:00 hasta las 22:00/23:00, y a partir de entonces Gran Vía retomaba el dial. 

## Lanzamiento
Canal Toros inició su programación el 25 de abril de 1998 a las 6:00 p. m. con la retransmisión de la séptima corrida de la Feria de Abril de Sevilla. Antes del festejo hubo entrevistas desde la puerta del Hotel Colón, donde se visten la mayoría de los toreros contratados para la feria, y en las inmediaciones de la Puerta del Príncipe. También se emitió un reportaje, que databa de los años 50, de las tierras marismeñas y otro sobre el sorteo de la corrida del día anterior.
Desde aquel día, el canal cubrió durante 4 años las principales ferias taurinas de España como la Feria de Fallas (Valencia), Feria de Abril (Sevilla), Feria de San Isidro (Madrid), Feria de San Juan (Alicante), Feria de San Fermín (Pamplona), Semana Grande (Bilbao), Feria de Albacete, Feria de San Mateo (Logroño), Feria de Otoño (Madrid), Novilladas nocturnas en Las Ventas de Madrid, Feria de Jesús del Gran Poder (Quito-Ecuador) y corridas sueltas en Francia.

## Anécdotas
- El canal tenía su propio logotipo (compuesto por un toro y las siglas de TVE) y sus cortinillas.

- Se usaron más de 15 cámaras en cada corrida y dos sets para entrevistas. Trabajaron un total de 14 redactores y más de 70 personas en el equipo.[5]

- Se emitieron anualmente más de 100 festejos taurinos.[6]

## Enlaces relacionados
- Toros, exclusivo de Movistar+